# NGC 3175
NGC 3175 is een balkspiraalstelsel in het sterrenbeeld Luchtpomp. Het hemelobject werd op 30 maart 1835 ontdekt door de Britse astronoom John Herschel.

## Synoniemen
- ESO 436-3
- IRAS10124-2837
- MCG -5-24-28
- VV 796
- UGCA 207
- AM 1012-283
- PGC 29892